# Abracadabrella
Genre
Abracadabrella est un genre d'araignées aranéomorphes de la famille des Salticidae.

## Distribution
Les espèces de ce genre sont endémiques d'Australie. Elles se rencontrent au Queensland et en Australie-Méridionale.

## Liste des espèces
Selon World Spider Catalog (version 18.0, 02/03/2017) :
- Abracadabrella birdsville Zabka, 1991
- Abracadabrella elegans (L. Koch, 1879)
- Abracadabrella lewiston Zabka, 1991

## Publication originale
- Żabka, 1991 : Salticidae (Arachnida: Araneae) of Oriental, Australian and Pacific regions, VII. Mopsolodes, Abracadabrella and Pseudosynagelides-new genera from Australia. Records of the Australian Museum, vol. 30, p. 621-644 (texte intégral).